# Linha Molotov

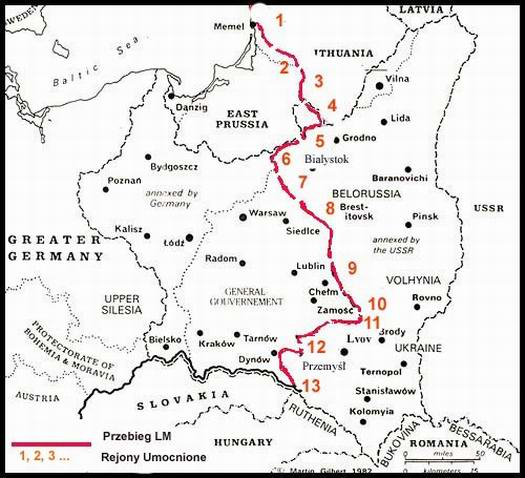
Linha Molotov e seus distritos fortificados, em um mapa mostrando as fronteiras soviéticas no período de 1939-1941.

A chamada Linha Molotov (em russo:  Линия Молотова, translit. Liniia Molotova) foi um sistema de distritos ou regiões fortificados de fronteira, construído pela União Soviética nos anos 1940-1941 ao longo de suas novas fronteiras ocidentais. Essas fronteiras foram o resultado da Ocupação dos Países Bálticos, da Polônia Oriental e Bessarábia, em 1940.

## Histórico
A linha se estendia do mar Báltico até as montanhas dos Cárpatos. Era composta de treze regiões fortificadas, a maioria cobrindo cerca de 100 km da fronteira. Fazia parte de uma rede mais ampla de defesa soviética ao longo de suas fronteiras ocidentais, estendendo-se desde o Oceano Ártico até o Mar Negro.
Cada região fortificada (em russo, ukreplennyi raion ou UR) consistia em numerosas casamatas de concreto armado, com metralhadoras, armas antitanque e artilharia. Os bunkers foram construídos em grupos, para apoio mútuo, cada grupo formando um centro de resistência. Uma unidade militar especializada foi atribuída permanentemente a cada região.
Quando a Alemanha nazista atacou a União Soviética em 22 de junho de 1941, durante a Operação Barbarossa, a maior parte da linha ainda não havia sido concluída, e, portanto, ela representava um obstáculo insignificante para as forças invasoras. Apenas as quatro regiões mais meridionais, parcialmente concluídas, foram capazes de impedir o avanço da Wehrmacht por alguns dias (a Fortaleza de Brest resistiu por muito mais tempo, mas era uma fortificação mais antiga que tecnicamente não fazia parte da linha Molotov).

## Estrutura
As ruínas dessas fortificações, muitas delas bem preservadas, podem ser encontradas hoje na Lituânia, Polônia, Bielorrússia e Ucrânia. As fronteiras modernas são um pouco diferentes das fronteiras em 1941 e, portanto, algumas seções da linha não estão em zonas de fronteira e são facilmente acessíveis. Por outro lado, outras seções situam-se ao longo das modernas fronteiras polaco-ucraniana, polaco-bielorrussa e lituano-russa, pelo que o acesso a elas pode ainda ser restringido por razões de segurança de fronteiras.
Na Lituânia, a linha consistia em quatro regiões fortificadas:
- 1. Região fortificada de Telšiai (linha de Palanga a Judrėnai, 75 quilômetros, 8 centros de resistência, 23 casamatas construídas e 366 em construção em 22 de junho de 1941).
- 2. Região fortificada de Šiauliai (linha de Pajūris a Jurbarkas, 90 km, 6 centros de resistência, 27 casamatas construídas e 403 em construção).
- 3  Região fortificada de Kaunas (linha de Jurbarkas a Kalvarija, 105 quilômetros, 10 centros de resistência, 31 casamatas construídas e 599 em construção).
- 4  Região fortificada de Alytus (linha de Kalvarija a fronteira da RSS lituana, 57 quilômetros, 5 centros de resistência, 20 casamatas construídas e 273 em construção).

No total, 101 casamatas foram construídas na Lituânia, mas muitas não foram totalmente concluídas.  Elas eram significativamente vulneráveis e podiam ser neutralizadas rapidamente, lançando granadas ou queimando combustível em poços de periscópio, que eram desprotegidos.     
Continuando para o sul, as outras regiões, hoje localizadas ao longo da fronteira leste da Polônia com a Bielorrússia e a Ucrânia, foram:
- 5.  Região fortificada de Grodno - 80 km, 9 centros de resistência, 42/98/606 casamatas operacionais / construídas / em construção em 22 de junho de 1941 (na Bielorrússia e Polônia).
- 6.  Região fortificada de Osowiec - 60 km, 8 centros de resistência, 35/59/594 casamatas operacionais / construídas / em construção (na Polônia).
- 7.  Região fortificada de Zambrów - 70 km, 10 centros de resistência, 30/53/550 casamatas operacionais / construídas / em construção (na Polônia).
- 8.  Região fortificada de Brest - 120 km, 10 centros de resistência, 49/128/380 casamatas operacionais / construídas / em construção (na Polónia e na Bielorrússia).
- 9.  Região fortificada de Kovel - 80 km, 9 centros de resistência, 138 casamatas em construção (na Ucrânia).
- 10.  Região fortificada Volodymyr-Volyns'kyi - 60 km, 7 centros de resistência, 97/97/141 casamatas operacionais / construídas / em construção (na Ucrânia).
- 11.  Região fortificada de Kamyanka-Buzka (Kamionka Strumiłowa) - 45 km, 5 centros de resistência, 84/84/180 casamatas operacionais / construídas / em construção (na Ucrânia)
- 12.  Região fortificada de Rawa Ruska - 90 km, 13 centros de resistência, 95/95/306 casamatas operacionais / construídas / em construção (na Polônia e na Ucrânia).
- 13.  Região fortificada de Przemyśl - 120 km, 9 centros de resistência, 99/99/186 casamatas operacionais / construídas / em construção (na Polônia e na Ucrânia).

O nome Molotov Line é informal e entrou em uso há relativamente pouco tempo.  Ele popularizado pelo escritor polemicista Viktor Suvorov.

### Bunkers da linha Molotov visíveis no Google Street View
- Condado de Alytus, Lituânia
- Pajūris, Lituânia
- Tauragė, Lituânia
- Tauragė, Lituânia
- Przemyśl, Polônia
- Przemyśl, Polônia
- Przemyśl, Polônia
- Ustyluh, Ucrânia